# EMC E4
EMC E4는 라 그레인지, 일리노이주에 있는 일렉트로-모티브 코퍼레이션에서 제작한 2,000 마력 (1,500 kW), A1A-A1A의 여객 열차-견인 디젤 기관차이다. 모두 세보드 에어 라인 철도를 위해 제작되었다. E4는 EMD E-유닛이라고 불리는 유사한 디자인의 여객 디젤 기관차의 긴 계열에서 다섯 번째 모델이였다.
각 엔진은 자체 발전기를 구동하여 견인 전동기에 동력을 공급한다.
아이러니하게도 E4는 E3보다 먼저 생산되었다. 두 모델은 동일했지만, E4에는 기관차에서 유닛 간의 승무원 이동을 용이하게 하기 위해 공압식으로 작동되는 노즈 도어 통로가 있었다.
모든 E4는 1964년에 퇴역 및 고철 매각되었다.

## 최초 소유자
| 철도 회사                                 | A 유닛 대수 | B 유닛 대수 | 번호      | 비고                                         |
| ----------------------------------------- | ----------- | ----------- | --------- | -------------------------------------------- |
| 일렉트로-모티브 코퍼레이션 (demonstrator) | 1           | —           | 1939      | SAL 3013으로 매각                            |
| 일렉트로-모티브 코퍼레이션 (demonstrator) | —           | 1           | 1939B     | 번호가 EMC 1940B으로 변경, SAL 3104으로 매각 |
| 세보드 에어 라인 철도                     | 13          | —           | 3000–3012 |                                              |
| 세보드 에어 라인 철도                     | —           | 4           | 3100–3103 |                                              |

## 같이 보기
- GM-EMD의 기관차 목록